# Ренчестер
Ренчестер (англ. Ranchester) — місто (англ. town) в США, в окрузі Шеридан штату Вайомінг. Населення — 1064 особи (2020).

## Географія
Ренчестер розташований за координатами 44°54′29″ пн. ш. 107°9′57″ зх. д. / 44.90806° пн. ш. 107.16583° зх. д. (44.907964, -107.165714).  За даними Бюро перепису населення США в 2010 році місто мало площу 1,57 км², уся площа — суходіл.

## Демографія
Згідно з переписом 2010 року, у місті мешкало 855 осіб у 312 домогосподарствах у складі 236 родин. Густота населення становила 545 осіб/км².  Було 332 помешкання (211/км²).
Расовий склад населення:
| - 90,3 % — білих - 7,3 % — корінних американців - 0,8 % — азіатів - 1,1 % — осіб інших рас |

До двох чи більше рас належало 0,6 %. Частка іспаномовних становила 3,6 % від усіх жителів.
За віковим діапазоном населення розподілялося таким чином: 32,5 % — особи молодші 18 років, 56,3 % — особи у віці 18—64 років, 11,2 % — особи у віці 65 років та старші. Медіана віку мешканця становила 31,7 року. На 100 осіб жіночої статі у місті припадало 102,1 чоловіків;  на 100 жінок у віці від 18 років та старших — 101,7 чоловіків також старших 18 років.
Середній дохід на одне домашнє господарство  становив 63 232 долари США (медіана — 57 381), а середній дохід на одну сім'ю — 65 483 долари (медіана — 58 750). Медіана доходів становила 55 938 доларів для чоловіків та 43 438 доларів для жінок. За межею бідності перебувало 11,2 % осіб, у тому числі 20,7 % дітей у віці до 18 років та 2,6 % осіб у віці 65 років та старших.
Цивільне працевлаштоване населення становило 377 осіб. Основні галузі зайнятості: освіта, охорона здоров'я та соціальна допомога — 28,9 %, сільське господарство, лісництво, риболовля — 15,1 %, науковці, спеціалісти, менеджери — 13,0 %, будівництво — 13,0 %.
За даними перепису 2000 року,
на території муніципалітету мешкало 701 людей, було 277 садиб та 191 сімей.
Густота населення становила 451,1 осіб/км². Було 290 житлових будинків.
З 277 садиб у 36,8% проживали діти до 18 років, подружніх пар, що мешкали разом, було 53,8 %,
садиб, у яких господиня не мала чоловіка — 12,6 %, садиб без сім'ї — 31,0 %.
Власники 26,0 % садиб мали вік, що перевищував 65 років, а в 12,6 % садиб принаймні одна людина була старшою за 65 років.
Кількість людей у середньому на садибу становила 2,53, а в середньому на родину 3,08.
Середній річний дохід на садибу становив 36 094 доларів США, а на родину — 46 389 доларів США.
Чоловіки мали дохід 36 875 доларів, жінки — 20 804 доларів.
Дохід на душу населення був 15 421 доларів.
Приблизно 18,2 % родин та 16,7 % населення жили за межею бідності.
Серед них осіб до 18 років було 29,2 %, і понад 65 років — нікого.
Середній вік населення становив 37 років.